# توماس بوسورث
توماس بوسورث (بالإنجليزية: Thomas Bosworth)‏ هو مهندس معماري أمريكي، ولد في 1930.